# قانون استانداردهای کار (ژاپن)
قانون استانداردهای کار (労働基準法 roudou-kijunhou) یک قانون ژاپنی است. این قانون در ۷ آوریل ۱۹۴۷ برای کنترل شرایط کار در ژاپن به تصویب رسید. طبق ماده ۱ قانون، هدف آن اطمینان از این است که «شرایط کار باید به گونه‌ای باشد که پاسخگوی نیازهای کارگران در حدی باشد که زندگی در خور انسانیت داشته باشند.»